# Danh sách di tích, di sản văn hóa ở Bắc Ninh
Danh sách này liệt kê các di tích, di sản văn hóa trên địa bàn tỉnh Bắc Ninh.

## Danh sách các di tích quốc gia đặc biệt
| STT | Di tích                                    | Hình ảnh | Địa điểm | Loại hình                             | Ghi chú |
| --- | ------------------------------------------ | -------- | --- | ------------------------------------- | ------- |
| 1   | Những địa điểm Khởi nghĩa Yên Thế          |          | Phường Việt Yên, phường Yên Dũng và các xã: Yên Thế, Tam Tiến, Đồng Kỳ, Xuân Lương, Nhã Nam, Tân Yên, Phúc Hòa, Ngọc Thiện, Quang Trung | Di tích lịch sử                       |         |
| 2   | Chùa Bút Tháp                              |          | Phường Trí Quả | Di tích kiến trúc nghệ thuật          |         |
| 3   | Chùa Dâu                                   |          | Phường Trí Quả | Di tích kiến trúc nghệ thuật          |         |
| 4   | Khu lăng mộ và đền thờ các vị vua triều Lý |          | Phường Từ Sơn | Di tích lịch sử                       |         |
| 5   | Chùa Phật Tích                             |          | Xã Phật Tích | Di tích lịch sử, kiến trúc nghệ thuật |         |
| 6   | Chùa Vĩnh Nghiêm                           |          | Phường Tân An | Di tích lịch sử, kiến trúc nghệ thuật |         |
| 7   | Chùa Bổ Đà                                 |          | Phường Vân Hà | Di tích lịch sử, kiến trúc nghệ thuật |         |
| 8   | Địa điểm Chiến thắng Xương Giang           |          | Phường Bắc Giang | Di tích lịch sử                       |         |
| 9   | An toàn khu II Hiệp Hòa                    |          | Các xã: Hoàng Vân, Hợp Thịnh, Xuân Cẩm                                                                                                  | Di tích lịch sử                       |         |
| 10  | Quần thể di tích đình, đền, chùa Tiên Lục  |          | Xã Tiên Lục | Di tích kiến trúc nghệ thuật          |         |
| 11  | Đình Đình Bảng                             |          | Phường Từ Sơn | Di tích kiến trúc nghệ thuật          |         |

## Danh sách các di tích quốc gia
| STT | Di tích                                                                         | Hình ảnh | Địa điểm           | Loại hình                             | Ghi chú |
| --- | ------------------------------------------------------------------------------- | -------- | ------------------ | ------------------------------------- | ------- |
| 1   | Đình Thổ Hà                                                                     |          | Phường Vân Hà      | Di tích kiến trúc nghệ thuật          |         |
| 2   | Đình Diềm                                                                       |          | Phường Kinh Bắc    | Di tích kiến trúc nghệ thuật          |         |
| 3   | Đền thờ và Lăng Sỹ Nhiếp                                                        |          | Phường Thuận Thành | Di tích lịch sử, kiến trúc nghệ thuật |         |
| 4   | Chùa Dạm                                                                        |          | Phường Nam Sơn     | Di tích lịch sử                       |         |
| 5   | Thành cổ Luy Lâu                                                                |          | Phường Trí Quả     | Di tích lịch sử                       |         |
| 6   | Lăng Dinh Hương                                                                 |          | Xã Hiệp Hòa        | Di tích lịch sử                       |         |
| 7   | Lăng Họ Ngọ                                                                     |          | Xã Hợp Thịnh       | Di tích lịch sử                       |         |
| 8   | Lăng đá Bầu                                                                     |          | Xã Xuân Cẩm        | Di tích lịch sử                       |         |
| 9   | Chùa Đồng Kỵ                                                                    |          | Phường Đồng Nguyên | Di tích lịch sử                       |         |
| 10  | Nhà cụ Đám Thi                                                                  |          | Phường Từ Sơn      | Di tích lịch sử                       |         |
| 11  | Chùa Linh Ứng                                                                   |          | Phường Thuận Thành | Di tích lịch sử, nghệ thuật           |         |
| 12  | Nhà lưu niệm danh nhân văn hóa Nguyễn Gia Thiều                                 |          | Phường Song Liễu   | Di tích lưu niệm Danh nhân văn hóa    |         |
| 13  | Đình Lỗ Hạnh                                                                    |          | Xã Hiệp Hòa        | Di tích nghệ thuật                    |         |
| 14  | Đình Phù Lão                                                                    |          | Xã Tiên Lục        | Di tích nghệ thuật                    |         |
| 15  | Văn miếu Bắc Ninh                                                               |          | Phường Kinh Bắc    | Di tích lịch sử - văn hóa             |         |
| 16  | Chùa Đống Cao                                                                   |          | Phường Võ Cường    | Di tích lịch sử - văn hóa             |         |
| 17  | Đền thờ Nguyễn Phúc Xuyên                                                       |          | Phường Võ Cường    | Di tích lịch sử - văn hóa             |         |
| 18  | Lăng đá Bùi Nguyễn Thái                                                         |          | Phường Võ Cường    | Di tích lịch sử - văn hóa             |         |
| 19  | Chùa Hàm Long                                                                   |          | Phường Nam Sơn     | Di tích lịch sử - văn hóa             |         |
| 20  | Đình, Đền Đồng Kỵ                                                               |          | Phường Đồng Nguyên | Di tích lịch sử, kiến trúc nghệ thuật |         |
| 21  | Đình, Đền Trang Liệt                                                            |          | Phường Đồng Nguyên | Di tích lịch sử                       |         |
| 22  | Đền thờ Đàm Quốc Sư                                                             |          | Phường Phù Khê     | Di tích lưu niệm Danh nhân            |         |
| 23  | Đền thờ Đàm Thận Huy (Tiết Nghĩa Từ)                                            |          | Phường Phù Khê     | Di tích lưu niệm Danh nhân            |         |
| 24  | Khu lưu niệm Tổng Bí thư Nguyễn Văn Cừ                                          |          | Phường Phù Khê     | Di tích lịch sử                       |         |
| 25  | Đền Xà, Ngã Ba Xà                                                               |          | Xã Tam Giang       | Di tích lịch sử, kiến trúc nghệ thuật |         |
| 26  | Chùa Bồ Vàng, Bến sông Như Nguyệt                                               |          | Xã Tam Giang       | Di tích lịch sử - văn hóa             |         |
| 27  | Khu di tích Đền Núi, Điếm Trung Quân, Núi Đồn và Cánh đồng Dinh                 |          | Xã Văn Môn         | Di tích lịch sử - văn hóa             |         |
| 28  | Đền, Chùa Phấn Động                                                             |          | Xã Tam Đa          | Di tích lịch sử                       |         |
| 29  | Đền Vọng Nguyệt                                                                 |          | Xã Tam Giang       | Di tích lịch sử                       |         |
| 30  | Đình Quan Đình                                                                  |          | Xã Văn Môn         | Di tích lịch sử                       |         |
| 31  | Đình Tam Tảo, Đền Phụ Quốc                                                      |          | Xã Tiên Du         | Di tích lịch sử                       |         |
| 32  | Từ chỉ họ Đặng                                                                  |          | Xã Lương Tài       | Di tích kiến trúc nghệ thuật          |         |
| 33  | Đình, Đền, Chùa Cô Mễ                                                           |          | Phường Vũ Ninh     | Di tích lịch sử, kiến trúc nghệ thuật |         |
| 34  | Đền Vân Mẫu, Nghè Chu Mẫu và Nhà Cố Trạch                                       |          | Phường Nam Sơn     | Di tích kiến trúc nghệ thuật          |         |
| 35  | Đình, Đền, Chùa Xuân Ổ                                                          |          | Phường Võ Cường    | Di tích lịch sử                       |         |
| 36  | Di tích khảo cổ chùa Lái                                                        |          | Phường Võ Cường    | Di tích khảo cổ                       |         |
| 37  | Nhà thờ 18 tiến sĩ họ Nguyễn                                                    |          | Phường Vũ Ninh     | Di tích lịch sử                       |         |
| 38  | Đình Cẩm Giang                                                                  |          | Phường Đồng Nguyên | Di tích kiến trúc nghệ thuật          |         |
| 39  | Nhà thờ và phần mộ Trạng nguyên Nguyễn Giản Thanh                               |          | Phường Phù Khê     | Di tích lịch sử                       |         |
| 40  | Đền thờ Đàm Đình Cư                                                             |          | Phường Phù Khê     | Di tích lịch sử                       |         |
| 41  | Đình Mai Động                                                                   |          | Phường Phù Khê     | Di tích kiến trúc nghệ thuật          |         |
| 42  | Khu lưu niệm đồng chí Ngô Gia Tự                                                |          | Phường Tam Sơn     | Di tích lịch sử                       |         |
| 43  | Đình Hồi Quan                                                                   |          | Phường Tam Sơn     | Di tích lịch sử                       |         |
| 44  | Đình, Đền, Nghè, Chùa Đại Lâm                                                   |          | Xã Tam Đa          | Di tích kiến trúc nghệ thuật          |         |
| 45  | Đền và Chùa Ngô Xá                                                              |          | Xã Yên Phong       | Di tích lịch sử                       |         |
| 46  | Chùa Phả Lại                                                                    |          | Xã Phù Lãng        | Di tích kiến trúc nghệ thuật          |         |
| 47  | Đình, Chùa Vân Cốc                                                              |          | Phường Nếnh        | Di tích lịch sử, kiến trúc nghệ thuật |         |
| 48  | Núi Đồn                                                                         |          | Phường Nếnh        | Di tích lịch sử                       |         |
| 49  | Lăng Ông Tổ nghề gò đồng, Đình Diên Lộc, Chùa Diên Phúc                         |          | Xã Gia Bình        | Di tích lịch sử - văn hóa             |         |
| 50  | Đình, Đền Quả Cảm, Chùa Kim Sơn                                                 |          | Phường Kinh Bắc    | Di tích lịch sử                       |         |
| 51  | Đền, Đình Trịnh Nguyễn                                                          |          | Phường Phù Khê     | Di tích kiến trúc nghệ thuật          |         |
| 52  | Đình Tiến Bào                                                                   |          | Phường Phù Khê     | Di tích kiến trúc nghệ thuật          |         |
| 53  | Đình Thọ Đức, Đền Can Vang, Chùa Tháp Linh                                      |          | Xã Tam Đa          | Di tích lịch sử                       |         |
| 54  | Đình Chân Lạc, Đền Choá, Chùa Thiệu Khánh                                       |          | Xã Yên Trung       | Di tích lịch sử                       |         |
| 55  | Đình Mẫn Xá                                                                     |          | Xã Văn Môn         | Di tích lịch sử                       |         |
| 56  | Đình Đông Mai                                                                   |          | Xã Yên Phong       | Di tích lịch sử, kiến trúc nghệ thuật |         |
| 57  | Đền Liễu Giáp                                                                   |          | Xã Tiên Du         | Di tích lịch sử                       |         |
| 58  | Mộ và nhà thờ Nguyễn Đương Hồ                                                   |          | Xã Đại Đồng        | Di tích lịch sử                       |         |
| 59  | Đình thôn Lương                                                                 |          | Xã Đại Đồng        | Di tích kiến trúc nghệ thuật          |         |
| 60  | Đình Tiểu Than và Mộ Cao Lỗ                                                     |          | Xã Cao Đức         | Di tích lịch sử, kiến trúc nghệ thuật |         |
| 61  | Chùa Đại Bi                                                                     |          | Xã Nhân Thắng      | Di tích lịch sử                       |         |
| 62  | Đền, Chùa Vân                                                                   |          | Phường Vân Hà      | Di tích kiến trúc nghệ thuật          |         |
| 63  | Lăng Họ Trần                                                                    |          | Xã Hợp Thịnh       | Di tích kiến trúc nghệ thuật          |         |
| 64  | Mộ và Đền thờ Phạm Văn Liêu                                                     |          | Xã Mỹ Thái         | Di tích lịch sử                       |         |
| 65  | Đền, Chùa Điều Sơn                                                              |          | Phường Kinh Bắc    | Di tích lịch sử                       |         |
| 66  | Đình, Chùa làng Yên Mẫn                                                         |          | Phường Kinh Bắc    | Di tích lịch sử, kiến trúc nghệ thuật |         |
| 67  | Chùa Tiêu                                                                       |          | Phường Tam Sơn     | Di tích lịch sử, nghệ thuật           |         |
| 68  | Đình Thượng                                                                     |          | Xã Đại Đồng        | Di tích lịch sử                       |         |
| 69  | Đình Long Khám                                                                  |          | Xã Liên Bão        | Di tích lịch sử, kiến trúc nghệ thuật |         |
| 70  | Đình, Đền Hán Đà                                                                |          | Xã Chi Lăng        | Di tích lịch sử                       |         |
| 71  | Sinh từ, Phần mộ và Đền thờ Việp Quận công Hoàng Ngũ Phúc                       |          | Phường Đa Mai      | Di tích lịch sử                       |         |
| 72  | Đền Hả                                                                          |          | Phường Chũ         | Di tích lịch sử                       |         |
| 73  | Đình, Đền, Chùa Chu Nguyên                                                      |          | Xã Lạng Giang      | Di tích lịch sử, kiến trúc nghệ thuật |         |
| 74  | Đình Vường                                                                      |          | Xã Phúc Hòa        | Di tích lịch sử                       |         |
| 75  | Chùa Kim Tràng                                                                  |          | Xã Tân Yên         | Di tích lịch sử                       |         |
| 76  | Đền Bính Hạ                                                                     |          | Phường Đồng Nguyên | Di tích lịch sử                       |         |
| 77  | Đình, Chùa Đọ Xá                                                                |          | Phường Kinh Bắc    | Di tích kiến trúc nghệ thuật          |         |
| 78  | Đình, Đền, Chùa Phù Lưu                                                         |          | Phường Từ Sơn      | Di tích kiến trúc nghệ thuật          |         |
| 79  | Đền thờ Thuần Quận Công                                                         |          | Phường Phù Khê     | Di tích lịch sử                       |         |
| 80  | Đình, Chùa Vĩnh Kiều                                                            |          | Phường Đồng Nguyên | Di tích lịch sử, kiến trúc nghệ thuật |         |
| 81  | Chùa Cảm Ứng                                                                    |          | Phường Tam Sơn     | Di tích kiến trúc nghệ thuật          |         |
| 82  | Đình Đông Phù                                                                   |          | Xã Tiên Du         | Di tích lịch sử, kiến trúc nghệ thuật |         |
| 83  | Miếu Đại Trung                                                                  |          | Phường Quế Võ      | Di tích lịch sử, kiến trúc nghệ thuật |         |
| 84  | Lăng và nhà thờ 18 Quận công                                                    |          | Xã Chi Lăng        | Di tích lịch sử, kiến trúc nghệ thuật |         |
| 85  | Chùa Xuân Quan                                                                  |          | Phường Trí Quả     | Di tích lịch sử, kiến trúc nghệ thuật |         |
| 86  | Đình Đồng Đông                                                                  |          | Phường Thuận Thành | Di tích lịch sử, kiến trúc nghệ thuật |         |
| 87  | Đình Đông Cốc                                                                   |          | Phường Song Liễu   | Di tích lịch sử, kiến trúc nghệ thuật |         |
| 88  | Đình Quảng Bố và mộ Nguyễn Công Nghệ                                            |          | Xã Lâm Thao        | Di tích lịch sử                       |         |
| 89  | Đền Ngọc Lâm                                                                    |          | Phường Đa Mai      | Di tích lịch sử                       |         |
| 90  | Ao Miếu                                                                         |          | Phường Vân Hà      | Di tích kiến trúc nghệ thuật          |         |
| 91  | Đình Hương Câu                                                                  |          | Xã Xuân Cẩm        | Di tích kiến trúc nghệ thuật          |         |
| 92  | Đình, Đền, Chùa Thượng Lâm                                                      |          | Xã Bảo Đài         | Di tích lịch sử, kiến trúc nghệ thuật |         |
| 93  | Đình Sơn                                                                        |          | Xã Tiên Lục        | Di tích lịch sử                       |         |
| 94  | Chùa Tứ Giáp                                                                    |          | Xã Nhã Nam         | Di tích lịch sử và nghệ thuật         |         |
| 95  | Đền Nguyễn Thụ                                                                  |          | Phường Từ Sơn      | Di tích lịch sử                       |         |
| 96  | Chùa Nguyễn Thụ                                                                 |          | Phường Từ Sơn      | Di tích lịch sử                       |         |
| 97  | Đình, Đền Dương Lôi                                                             |          | Phường Từ Sơn      | Di tích lịch sử                       |         |
| 98  | Chùa Cha Lư                                                                     |          | Phường Từ Sơn      | Di tích lịch sử                       |         |
| 99  | Đền Đại Tư Mã                                                                   |          | Xã Văn Môn         | Di tích lịch sử                       |         |
| 100 | Đình Đại Vi                                                                     |          | Xã Đại Đồng        | Di tích lịch sử, kiến trúc nghệ thuật |         |
| 101 | Đền Cổ Lũng                                                                     |          | Xã Tiên Du         | Di tích lịch sử                       |         |
| 102 | Chùa Cổ Lũng                                                                    |          | Xã Tiên Du         | Di tích lịch sử, kiến trúc nghệ thuật |         |
| 103 | Lăng và Nhà thờ Quận công Đỗ Nguyên Thụy                                        |          | Xã Tiên Du         | Di tích lịch sử                       |         |
| 104 | Lăng và Đền thờ Kinh Dương Vương                                                |          | Phường Thuận Thành | Di tích lịch sử                       |         |
| 105 | Đình Hoàng Mai                                                                  |          | Phường Nếnh        | Di tích lịch sử                       |         |
| 106 | Chùa Minh Linh                                                                  |          | Phường Nếnh        | Di tích kiến trúc nghệ thuật          |         |
| 107 | Đình Phúc Long                                                                  |          | Phường Nếnh        | Di tích lịch sử và nghệ thuật         |         |
| 108 | Khán Đài B (A cũ) sân Vận động Bắc Giang                                        |          | Phường Bắc Giang   | Di tích lịch sử                       |         |
| 109 | Đình tranh Đông Hồ                                                              |          | Phường Thuận Thành | Di tích lịch sử                       |         |
| 110 | Đền thờ Nguyễn Đăng Đạo                                                         |          | Xã Liên Bão        | Di tích lịch sử - văn hóa             |         |
| 111 | Đền thờ Lê Văn Thịnh                                                            |          | Xã Đông Cứu        | Di tích lịch sử - văn hóa             |         |
| 112 | Nghè Dĩnh Kế                                                                    |          | Phường Bắc Giang   | Di tích nghệ thuật                    |         |
| 113 | Chùa Đống Nghiêm (Chùa Kế)                                                      |          | Phường Bắc Giang   | Di tích lịch sử và nghệ thuật         |         |
| 114 | Đình Vĩnh Ninh                                                                  |          | Phường Bắc Giang   | Di tích nghệ thuật                    |         |
| 115 | Chùa làng Thành                                                                 |          | Phường Bắc Giang   | Di tích nghệ thuật                    |         |
| 116 | Chùa Thổ Hà                                                                     |          | Phường Vân Hà      | Di tích kiến trúc nghệ thuật          |         |
| 117 | Chùa Hà                                                                         |          | Xã Tiên Lục        | Di tích kiến trúc nghệ thuật          |         |
| 118 | Chùa làng Trần (Hồng Lô tự)                                                     |          | Phường Hạp Lĩnh    | Di tích lịch sử                       |         |
| 119 | Đình, Chùa Trà Xuyên                                                            |          | Phường Kinh Bắc    | Di tích kiến trúc nghệ thuật          |         |
| 120 | Đình Keo                                                                        |          | Phường Từ Sơn      | Di tích lịch sử                       |         |
| 121 | Mộ và Đền thờ thám hoa Nguyễn Văn Huy                                           |          | Phường Tam Sơn     | Di tích lịch sử                       |         |
| 122 | Đình, Chùa Phú Mẫn                                                              |          | Xã Yên Phong       | Di tích lịch sử                       |         |
| 123 | Đền Bắc Hợp                                                                     |          | Xã Tiên Du         | Di tích lịch sử                       |         |
| 124 | Đình Hoài Thượng                                                                |          | Xã Liên Bão        | Di tích lịch sử                       |         |
| 125 | Đền thờ Nguyễn Đăng Cảo                                                         |          | Xã Liên Bão        | Di tích lịch sử                       |         |
| 126 | Đình Giới Tế                                                                    |          | Xã Tiên Du         | Di tích lịch sử                       |         |
| 127 | Chùa Hương Thủy                                                                 |          | Phường Trí Quả     | Di tích lịch sử, kiến trúc nghệ thuật |         |
| 128 | Đền Lập Ái                                                                      |          | Xã Đại Lai         | Di tích lịch sử                       |         |
| 129 | Đình làng Thanh Lâm                                                             |          | Xã Trung Kênh      | Di tích lịch sử, kiến trúc nghệ thuật |         |
| 130 | Đình làng Thành                                                                 |          | Phường Bắc Giang   | Di tích nghệ thuật                    |         |
| 131 | Đình làng Vẽ                                                                    |          | Phường Bắc Giang   | Di tích nghệ thuật                    |         |
| 132 | Địa điểm Lưu niệm Bác Hồ tại Tân An                                             |          | Phường Tân An      | Di tích lịch sử                       |         |
| 133 | Từ Vũ thôn Bùi Bến                                                              |          | Phường Yên Dũng    | Di tích nghệ thuật                    |         |
| 134 | Từ chỉ làng Thổ Hà                                                              |          | Phường Vân Hà      | Di tích nghệ thuật                    |         |
| 135 | Đền Thờ Đặng Thế Công                                                           |          | Xã Kép             | Di tích lịch sử                       |         |
| 136 | Đình Thượng Đồng, Chùa Lẫm                                                      |          | Phường Kinh Bắc    | Di tích lịch sử                       |         |
| 137 | Đền Y Sơn                                                                       |          | Xã Hợp Thịnh       | Di tích lịch sử và nghệ thuật         |         |
| 138 | Đình Đông Thịnh                                                                 |          | Xã Bảo Đài         | Di tích nghệ thuật                    |         |
| 139 | Đình, Đền Đông Xá                                                               |          | Xã Tam Đa          | Di tích lịch sử                       |         |
| 140 | Chùa Nghiêm Xá                                                                  |          | Phường Quế Võ      | Di tích lịch sử                       |         |
| 141 | Văn chỉ họ Phạm                                                                 |          | Phường Vũ Ninh     | Di tích lịch sử                       |         |
| 142 | Đình Thân                                                                       |          | Xã Lục Nam         | Di tích lịch sử                       |         |
| 143 | Đền Quan (Đền Thanh Sơn)                                                        |          | Phường Vũ Ninh     | Di tích kiến trúc nghệ thuật          |         |
| 144 | Đền thờ Cảnh Trung hầu Nguyễn Diễn                                              |          | Xã Tiên Du         | Di tích lịch sử - văn hóa             |         |
| 145 | Đền làng Nghĩa Xá và phần mộ                                                    |          | Phường Trạm Lộ     | Di tích lịch sử - văn hóa             |         |
| 146 | Đền Côn Nương                                                                   |          | Xã Nhân Thắng      | Di tích lịch sử - văn hóa             |         |
| 147 | Đền Thanh Hà                                                                    |          | Xã Trung Kênh      | Di tích lịch sử - văn hóa             |         |
| 148 | Đền Vua Bà (Đền thủy tổ quan họ)                                                |          | Phường Kinh Bắc    | Di tích lịch sử - văn hóa             |         |
| 149 | Đền thờ Nguyễn Cao                                                              |          | Phường Bồng Lai    | Di tích lịch sử - văn hóa             |         |
| 150 | Đình, Đền Trâu Lỗ                                                               |          | Xã Xuân Cẩm        | Di tích lịch sử, kiến trúc nghệ thuật |         |
| 151 | Chùa Diên Phúc                                                                  |          | Xã Trung Kênh      | Di tích lịch sử - văn hóa             |         |
| 152 | Đình, Chùa Đáp Cầu                                                              |          | Phường Vũ Ninh     | Di tích kiến trúc nghệ thuật          |         |
| 153 | Đình Ngọc Trì                                                                   |          | Xã Lâm Thao        | Di tích kiến trúc nghệ thuật          |         |
| 154 | Đình Mật Ninh                                                                   |          | Phường Vân Hà      | Di tích kiến trúc nghệ thuật          |         |
| 155 | Đình Hữu Nghi                                                                   |          | Phường Vân Hà      | Di tích nghệ thuật                    |         |
| 156 | Đình Mỹ Lộc                                                                     |          | Xã Tiên Lục        | Di tích nghệ thuật                    |         |
| 157 | Đình Nghĩa Lập                                                                  |          | Phường Phù Khê     | Di tích lịch sử - văn hóa             |         |
| 158 | Đền thờ Nghiêm Kế                                                               |          | Xã Văn Môn         | Di tích lịch sử - văn hóa             |         |
| 159 | Đền Chi Long                                                                    |          | Xã Yên Phong       | Di tích lịch sử - văn hóa             |         |
| 160 | Đình Vân Đoàn                                                                   |          | Xã Phù Lãng        | Di tích kiến trúc nghệ thuật          |         |
| 161 | Đền thờ Hàn Thuyên                                                              |          | Xã Trung Kênh      | Di tích lịch sử - văn hóa             |         |
| 162 | Từ chỉ Quán Quận Công                                                           |          | Phường Nếnh        | Di tích kiến trúc nghệ thuật          |         |
| 163 | Đình, Chùa Sàn                                                                  |          | Xã Lục Nam         | Di tích lịch sử, kiến trúc nghệ thuật |         |
| 164 | Chùa Bảo Sinh                                                                   |          | Phường Quế Võ      | Di tích kiến trúc nghệ thuật          |         |
| 165 | Đình Bài Xanh                                                                   |          | Phường Nếnh        | Di tích kiến trúc nghệ thuật          |         |
| 166 | Chùa Đồng Hương                                                                 |          | Phường Phù Khê     | Di tích lịch sử - văn hóa             |         |
| 167 | Nghè Đồng Đoài                                                                  |          | Phường Thuận Thành | Di tích kiến trúc nghệ thuật          |         |
| 168 | Đền thờ và mộ Lều Văn Minh                                                      |          | Phường Bắc Giang   | Di tích lịch sử                       |         |
| 169 | Thắng cảnh Suối Mỡ                                                              |          | Xã Nghĩa Phương    | Di tích thắng cảnh                    |         |
| 170 | Đền Suối Mỡ                                                                     |          | Xã Nghĩa Phương    | Di tích lịch sử                       |         |
| 171 | Đình Đại Thượng                                                                 |          | Xã Đại Đồng        | Di tích lịch sử - văn hóa             |         |
| 172 | Chùa Lim (chùa Hồng Ân)                                                         |          | Xã Tiên Du         | Di tích lịch sử - văn hóa             |         |
| 173 | Chùa Khám Lạng                                                                  |          | Xã Bắc Lũng        | Di tích kiến trúc nghệ thuật          |         |
| 174 | Đình Hà Mỹ                                                                      |          | Xã Lục Nam         | Di tích kiến trúc nghệ thuật          |         |
| 175 | Chùa Bảo An                                                                     |          | Xã Lục Nam         | Di tích kiến trúc nghệ thuật          |         |
| 176 | Chùa Quang Minh                                                                 |          | Xã Tiên Lục        | Di tích kiến trúc nghệ thuật          |         |
| 177 | Chùa Phúc Nghiêm (Chùa Tổ)                                                      |          | Phường Song Liễu   | Di tích kiến trúc nghệ thuật          |         |
| 178 | Đình làng Liễu Khê                                                              |          | Phường Song Liễu   | Di tích kiến trúc nghệ thuật          |         |
| 179 | Đền Dương Ổ                                                                     |          | Phường Võ Cường    | Di tích kiến trúc nghệ thuật          |         |
| 180 | Chùa Xuân Đồng                                                                  |          | Phường Kinh Bắc    | Di tích kiến trúc nghệ thuật          |         |
| 181 | Đình Tam Lư                                                                     |          | Phường Đồng Nguyên | Di tích kiến trúc nghệ thuật          |         |
| 182 | Đình Lạc Nhuế                                                                   |          | Xã Tam Đa          | Di tích kiến trúc nghệ thuật          |         |
| 183 | Đình Ngô Nội                                                                    |          | Xã Yên Phong       | Di tích kiến trúc nghệ thuật          |         |
| 184 | Đình thôn Trung                                                                 |          | Xã Phật Tích       | Di tích kiến trúc nghệ thuật          |         |
| 185 | Đình Đình Tổ                                                                    |          | Phường Trí Quả     | Di tích kiến trúc nghệ thuật          |         |
| 186 | Đình Tĩnh Xá                                                                    |          | Xã Lương Tài       | Di tích lịch sử và nghệ thuật         |         |
| 187 | Đình Ngọc Quan                                                                  |          | Xã Lâm Thao        | Di tích kiến trúc nghệ thuật          |         |
| 188 | Đình Yên Lã                                                                     |          | Phường Từ Sơn      | Di tích kiến trúc nghệ thuật          |         |
| 189 | Chùa Yên Lã                                                                     |          | Phường Từ Sơn      | Di tích kiến trúc nghệ thuật          |         |
| 190 | Đình Ân Phú                                                                     |          | Xã Tiên Du         | Di tích kiến trúc nghệ thuật          |         |
| 191 | Đền Cao Lỗ                                                                      |          | Xã Cao Đức         | Di tích lịch sử - văn hóa             |         |
| 192 | Đình Tiêu Long                                                                  |          | Phường Tam Sơn     | Di tích kiến trúc nghệ thuật          |         |
| 193 | Đình Xà Đông                                                                    |          | Xã Tam Đa          | Di tích lịch sử - văn hóa             |         |
| 194 | Bia Khai Nghiêm và Chùa Vọng Nguyệt                                             |          | Xã Tam Giang       | Di tích lịch sử - văn hóa             |         |
| 195 | Đình Mão Điền Đoài                                                              |          | Phường Mão Điền    | Di tích văn hóa nghệ thuật            |         |
| 196 | Đình Mão Điền Đông                                                              |          | Phường Mão Điền    | Di tích kiến trúc nghệ thuật          |         |
| 197 | Đền Miễu                                                                        |          | Phường Từ Sơn      | Di tích lịch sử - văn hóa             |         |
| 198 | Đình Tiên Trà                                                                   |          | Xã Yên Phong       | Di tích kiến trúc nghệ thuật          |         |
| 199 | Đình Mỹ Hòa                                                                     |          | Xã Tiên Lục        | Di tích kiến trúc nghệ thuật          |         |
| 200 | Chùa Phúc Tằng                                                                  |          | Phường Nếnh        | Di tích kiến trúc nghệ thuật          |         |
| 201 | Đình Phù Lưu                                                                    |          | Xã Yên Phong       | Di tích kiến trúc nghệ thuật          |         |
| 202 | Đình Dương Sơn                                                                  |          | Phường Tam Sơn     | Di tích kiến trúc nghệ thuật          |         |
| 203 | Đình Nguyễn                                                                     |          | Xã Xuân Cẩm        | Di tích kiến trúc nghệ thuật          |         |
| 204 | Đình Trung Đồng                                                                 |          | Phường Nếnh        | Di tích kiến trúc nghệ thuật          |         |
| 205 | Mộ và Đền thờ Tiến sỹ Nguyễn Duy Thức                                           |          | Xã Tam Giang       | Di tích lịch sử                       |         |
| 206 | Đình Đông Trước                                                                 |          | Xã Xuân Cẩm        | Di tích kiến trúc nghệ thuật          |         |
| 207 | Đình Am                                                                         |          | Xã Mỹ Thái         | Di tích kiến trúc nghệ thuật          |         |
| 208 | Mộ và Nhà thờ Tiến sỹ Trần Phụ Dực, Trần Danh Ninh, Trần Danh Lâm, Trần Danh Án |          | Xã Đại Lai         | Di tích lịch sử                       |         |
| 209 | Đình Đạo Tú                                                                     |          | Phường Thuận Thành | Di tích kiến trúc nghệ thuật          |         |
| 210 | Đình Bằng Cục                                                                   |          | Xã Ngọc Thiện      | Di tích kiến trúc nghệ thuật          |         |
| 211 | Phần mộ và Đền thờ Hán Quận Công Thân Công Tài                                  |          | Phường Việt Yên    | Di tích lịch sử                       |         |
| 212 | Nhà thờ 5 tiến sĩ họ Ngô                                                        |          | Xã Tam Giang       | Di tích lịch sử                       |         |
| 213 | Đình Thụ Ninh                                                                   |          | Phường Kinh Bắc    | Di tích kiến trúc nghệ thuật          |         |
| 214 | Đình Lương Xá                                                                   |          | Xã Trung Chính     | Di tích lịch sử                       |         |
| 215 | Chùa Am Vãi                                                                     |          | Xã Nam Dương       | Di tích lịch sử                       |         |
| 216 | Lăng Giáp Đăng Luân                                                             |          | Xã Tân Yên         | Di tích kiến trúc nghệ thuật          |         |
| 217 | Đình Đại Từ                                                                     |          | Xã Bảo Đài         | Di tích kiến trúc nghệ thuật          |         |
| 218 | Đình Gai                                                                        |          | Xã Lục Nam         | Di tích kiến trúc nghệ thuật          |         |
| 219 | Đình, Chùa làng Rền                                                             |          | Xã Phật Tích       | Di tích kiến trúc nghệ thuật          |         |
| 220 | Địa điểm lưu niệm Bác Hồ về thăm thôn Cẩm Xuyên                                 |          | Xã Xuân Cẩm        | Di tích lịch sử                       |         |
| 221 | Mộ và đền thờ Tiến sĩ Đào Toàn Bân                                              |          | Phường Tiền Phong  | Di tích lịch sử                       |         |
| 222 | Lăng Tại Thọ hầu Đàm Viết Kính                                                  |          | Phường Phù Khê     | Di tích kiến trúc nghệ thuật          |         |
| 223 | Địa điểm làng chiến đấu Long Trì thị trấn Tân An                                |          | Phường Tân An      | Di tích lịch sử                       |         |
| 224 | Nhà thờ Trạng nguyên Nguyễn Xuân Chính                                          |          | Phường Từ Sơn      | Di tích lịch sử                       |         |
| 225 | Nhà lưu niệm đồng chí Lê Quang Đạo                                              |          | Phường Từ Sơn      | Di tích lịch sử                       |         |

## Danh sách Bảo vật quốc gia
| STT | Bảo vật                                   | Hình ảnh | Điểm lưu giữ                                 | Niên đại                             |
| --- | ----------------------------------------- | -------- | -------------------------------------------- | ------------------------------------ |
| 1   | Tượng Phật A Di Đà                        |          | Chùa Phật Tích                               | Thế kỷ XI Nhà Lý                     |
| 2   | Tượng Phật nghìn mắt nghìn tay            |          | Chùa Bút Tháp                                | Khoảng 1656 Nhà Lê trung hưng        |
| 3   | Rồng đá (Xà thần)                         |          | Đền thờ Lê Văn Thịnh                         | Nhà Lý                               |
| 4   | Bia Xá Lợi Tháp Minh                      |          | Bảo tàng Bắc Ninh                            | 601 Nhà Tùy                          |
| 5   | Ba pho tượng Tam Thế                      |          | Chùa Linh Ứng                                | Nhà Lê trung hưng                    |
| 6   | Hương án chùa Khám Lạng                   |          | Chùa Khám Lạng                               | 1432                                 |
| 7   | Bộ tượng 10 linh thú Chùa Phật Tích       |          | Chùa Phật Tích                               | Thế kỷ XI Nhà Lý                     |
| 8   | Bộ tượng Phật Tứ Pháp vùng Dâu - Luy Lâu  |          | Chùa Dâu, Chùa Đậu, Chùa Phi Tướng, Chùa Dàn | Thế kỷ XVIII                         |
| 9   | Cột đá chạm rồng chùa Dạm                 |          | Chùa Dạm                                     | Thế kỷ XI Nhà Lý                     |
| 10  | Bia hộp đá Đồi Cốc thời Mạc               |          | Đền thờ Trạng nguyên Giáp Hải                | 1549                                 |
| 11  | Mộc bản Chùa Bổ Đà                        |          | Chùa Bổ Đà                                   | giữa thế kỷ XVIII-đầu thế kỷ XX      |
| 12  | 12 Bia Tiến sĩ Văn Miếu Bắc Ninh          |          | Văn miếu Bắc Ninh                            | 1889 Niên hiệu Thành Thái            |
| 13  | Cửa võng đình Diềm                        |          | Đình Diềm                                    | Thế kỷ XVII                          |
| 14  | Bộ tượng Phật Tam thế chùa Bút Tháp       |          | Chùa Bút Tháp                                | Thế kỷ XVII                          |
| 15  | Hương án chùa Bút Tháp                    |          | Chùa Bút Tháp                                | Thế kỷ XVII                          |
| 16  | Tòa Cửu phẩm liên hoa chùa Bút Tháp       |          | Chùa Bút Tháp                                | Thế kỷ XVII                          |
| 17  | Cửa võng đình Thổ Hà                      |          | Đình Thổ Hà                                  | Thế kỷ XVII                          |
| 18  | Mộc bản sách "Hải Thượng y tông tâm lĩnh" |          | Bảo tàng Bắc Ninh                            | 1885                                 |
| 19  | Thạp đồng Văn hóa Đông Sơn                |          | Bảo tàng Hoàng gia Nam Hồng                  | Thế kỷ III - II TCN Văn hóa Đông Sơn |
| 20  | Bia đá chùa Tĩnh Lự                       |          | Chùa Tĩnh Lự                                 | 1648 Nhà Lê trung hưng               |
| 21  | Tượng Quan Thế Âm chùa Cung Kiệm          |          | Chùa Cung Kiệm                               | 1449 Nhà Lê sơ                       |
| 22  | Mộc bản chùa Dâu                          |          | Chùa Dâu                                     | 1752 - 1859                          |
| 23  | Ấn vàng "Hoàng đế chi bảo"                |          | Bảo tàng Hoàng gia Nam Hồng                  | 1823                                 |
| 24  | Bộ tượng Tam tổ Trúc Lâm                  |          | Chùa Vĩnh Nghiêm                             | Thế kỷ XIX                           |

## Danh sách Di sản văn hóa phi vật thể quốc gia
| STT | Tên di sản                                                                               | Hình ảnh | Địa điểm            | Loại hình                      |
| --- | ---------------------------------------------------------------------------------------- | -------- | ------------------- | ------------------------------ |
| 1   | Dân ca quan họ Bắc Ninh (đồng thời là di sản văn hóa phi vật thể đại diện cho nhân loại) |          |                     | Nghệ thuật trình diễn dân gian |
| 2   | Ca trù (đồng thời là di sản văn hóa phi vật thể cần được bảo tồn khẩn cấp)               |          |                     | Nghệ thuật trình diễn dân gian |
| 3   | Dân ca Cao Lan                                                                           |          | Lục Ngạn            | Nghệ thuật trình diễn dân gian |
| 4   | Dân ca Sán Chí                                                                           |          | Chũ                 | Nghệ thuật trình diễn dân gian |
| 5   | Lễ hội Thổ Hà                                                                            |          | Thị xã Việt Yên     | Lễ hội truyền thống            |
| 6   | Lễ hội Yên Thế                                                                           |          | Yên Thế             | Lễ hội truyền thống            |
| 7   | Tranh dân gian Đông Hồ                                                                   |          | Thị xã Thuận Thành  | Nghề thủ công truyền thống     |
| 8   | Lễ hội chùa Vĩnh Nghiêm                                                                  |          | Thành phố Bắc Giang | Lễ hội truyền thống            |
| 9   | Kéo co làng Hữu Chấp                                                                     |          | Thành phố Bắc Ninh  | Tập quán xã hội và tín ngưỡng  |
| 10  | Lễ hội đình Vồng                                                                         |          | Tân Yên             | Lễ hội truyền thống            |
| 11  | Lễ hội Y Sơn                                                                             |          | Hiệp Hòa            | Lễ hội truyền thống            |
| 12  | Lễ hội đền Suối Mỡ                                                                       |          | Lục Nam             | Lễ hội truyền thống            |
| 13  | Nghi lễ Then của người Tày, người Nùng                                                   |          |                     | Tập quán xã hội và tín ngưỡng  |
| 14  | Lễ hội làng Diềm                                                                         |          | Thành phố Bắc Ninh  | Lễ hội truyền thống            |
| 15  | Lễ hội làng Đồng Kỵ                                                                      |          | Thành phố Từ Sơn    | Lễ hội truyền thống            |
| 16  | Nghề gốm Phù Lãng                                                                        |          | Thị xã Quế Võ       | Nghề thủ công truyền thống     |
| 17  | Nghề chạm khắc gỗ Phù Khê                                                                |          | Thành phố Từ Sơn    | Nghề thủ công truyền thống     |
| 18  | Nghề gò đồng Đại Bái                                                                     |          | Gia Bình            | Nghề thủ công truyền thống     |
| 19  | Hát Trống quân làng Bùi Xá                                                               |          | Thị xã Thuận Thành  | Nghệ thuật trình diễn dân gian |
| 20  | Nghề thủ công tre, trúc Xuân Lai                                                         |          | Gia Bình            | Nghề thủ công truyền thống     |
| 21  | Lễ hội Bổ Đà                                                                             |          | Thị xã Việt Yên     | Lễ hội truyền thống            |
| 22  | Lễ hội Tiên Lục                                                                          |          | Lạng Giang          | Lễ hội truyền thống            |
| 23  | Lễ hội Vật cầu nước làng Vân                                                             |          | Thị xã Việt Yên     | Lễ hội truyền thống            |
| 24  | Lễ hội Xương Giang                                                                       |          | Thành phố Bắc Giang | Lễ hội truyền thống            |
| 25  | Lễ hội Đền Tiên La                                                                       |          | Thành phố Bắc Giang | Lễ hội truyền thống            |
| 26  | Lễ hội bơi chải làng Tiếu Mai                                                            |          | Hiệp Hòa            | Lễ hội truyền thống            |

## Danh sách các di tích cấp tỉnh
| STT | Di tích                                                                    | Hình ảnh | Địa điểm | Loại hình       | Xếp hạng | Ghi chú                                 |
| --- | -------------------------------------------------------------------------- | -------- | -------- | --------------- | -------- | --------------------------------------- |
| 1   | Đền Du Tràng Thôn Du Tràng, Giang Sơn, Gia Bình                            |          | Gia Bình | Di tích lịch sử | Tỉnh     | Quyết định số 1598/CT (30/11/1996)      |
| 2   | Đền Cầu Đào Khu phố Cầu Đào, TT. Nhân Thắng, Gia Bình                      |          | Gia Bình | Di tích lịch sử | Tỉnh     | Quyết định số 08/UB (27/01/1995)        |
| 3   | Đình Cẩm Xá Khu phố Cẩm Xá, TT. Nhân Thắng, Gia Bình                       |          | Gia Bình | Di tích lịch sử | Tỉnh     | Quyết định số 934/QĐUB (04/08/2011)     |
| 4   | Đình Nhân Hữu Khu phố Nhân Hữu, TT. Nhân Thắng, Gia Bình                   |          | Gia Bình | Di tích lịch sử | Tỉnh     |                                         |
| 7   | Đình Bảo Tháp Thôn Bảo Tháp, Đông Cứu, Gia Bình                            |          | Gia Bình | Di tích lịch sử | Tỉnh     | Quyết định số 237/QĐ-CT (20/02/2004)    |
| 8   | Chùa Thiên Thư Thôn Bảo Tháp, Đông Cứu, Gia Bình                           |          | Gia Bình | Di tích lịch sử | Tỉnh     | Quyết định số 61/QĐ-UBND (15/01/2009)   |
| 9   | Đình Cứu Sơn Thôn Cứu Sơn, Đông Cứu, Gia Bình                              |          | Gia Bình | Di tích lịch sử | Tỉnh     |                                         |
| 10  | Đình Yên Việt Thôn Yên Việt, Đông Cứu, Gia Bình                            |          | Gia Bình | Di tích lịch sử | Tỉnh     | Quyết định số 955/QĐ-UBND (18/07/2010)  |
| 11  | Nhà thờ gia tộc Nguyễn Đình Tài Thôn Xuân Lai, Xuân Lai, Gia Bình          |          | Gia Bình | Di tích lịch sử | Tỉnh     | Quyết định số 1371/QĐ-UBND (25/10/2006) |
| 12  | Đình Mỹ Thôn Làng Mỹ Thôn, Xuân Lai, Gia Bình                              |          | Gia Bình | Di tích lịch sử | Tỉnh     | Quyết định số 62/QĐ-UBND (11/01/2012)   |
| 13  | Chùa Tĩnh Lự Thôn An Quang, Lãng Ngâm, Gia Bình                            |          | Gia Bình | Di tích lịch sử | Tỉnh     | Quyết định số 282/QĐ-CT (18/3/2002)     |
| 15  | Đình An Quang Thôn An Quang, Lãng Ngâm, Gia Bình                           |          | Gia Bình | Di tích lịch sử | Tỉnh     | Quyết định số 282/QĐ-CT (18/3/2002)     |
| 16  | Đình Ngăm Lương Thôn Ngăm Lương, Lãng Ngâm, Gia Bình                       |          | Gia Bình | Di tích lịch sử | Tỉnh     | Quyết định số 61/QĐ-UBND (15/01/2008)   |
| 17  | Chùa Phúc Linh Thôn Trung Thành, Đại Lai, Gia Bình                         |          | Gia Bình | Di tích lịch sử | Tỉnh     | Quyết định số 502/QĐ-BT (28/04/1994)    |
| 18  | Chùa Ngọc Hoàng Thôn Đại Lai, Đại Lai, Gia Bình                            |          | Gia Bình | Di tích lịch sử | Tỉnh     | Quyết định số 230/QĐ-CT (10/03/2003)    |
| 19  | Chùa Phương Triện Thôn Phương Triện, Đại Lai, Gia Bình                     |          | Gia Bình | Di tích lịch sử | Tỉnh     | Quyết định số 1411/QĐ-UBND (31/10/2006) |
| 20  | Cụm di tích họ Trần Danh Thôn Phương Triện, Đại Lai, Gia Bình              |          | Gia Bình | Di tích lịch sử | Tỉnh     | Quyết định số 1489/QĐ-UBND (05/10/2009) |
| 21  | Đình làng Huề Đông Thôn Huề Đông, Đại Lai, Gia Bình                        |          | Gia Bình | Di tích lịch sử | Tỉnh     | Quyết định số 934/QĐ-UBND (04/08/2011)  |
| 22  | Khu di tích Lệ Chi Viên Thôn Đại Lai, Đại Lai, Gia Bình                    |          | Gia Bình | Di tích lịch sử | Tỉnh     | Quyết định số 966/QĐ-UBND (29/07/2010)  |
| 23  | Đình Hương Vinh Thôn Hương Vinh, TT. Gia Bình, Gia Bình                    |          | Gia Bình | Di tích lịch sử | Tỉnh     | Quyết định số 1407/QĐ-UBND (31/10/2006) |
| 24  | Chùa Hương Vinh Thôn Hương Vinh, TT. Gia Bình, Gia Bình                    |          | Gia Bình | Di tích lịch sử | Tỉnh     | Quyết định số 934/QĐ-UBND (04/08/2011)  |
| 25  | Nhà thờ họ Hoàng Đình Thôn Đông Bình, TT. Gia Bình, Gia Bình               |          | Gia Bình | Di tích lịch sử | Tỉnh     | Quyết định số 51/QĐ-UBND (18/01/2001)   |
| 26  | Đình Đông Bình Thôn Đông Bình, TT. Gia Bình, Gia Bình                      |          | Gia Bình | Di tích lịch sử | Tỉnh     | Quyết định số 282/QĐ-CT (18/03/2002)    |
| 27  | Chùa Đông Bình Thôn Đông Bình, TT. Gia Bình, Gia Bình                      |          | Gia Bình | Di tích lịch sử | Tỉnh     |                                         |
| 28  | Đình Phú Dư Thôn Phú Dư, Quỳnh Phú, Gia Bình                               |          | Gia Bình | Di tích lịch sử | Tỉnh     | Quyết định số 2173/QĐ-CT (20/12/2004)   |
| 30  | Chùa Thánh Ân Thôn Kênh Phố, Cao Đức, Gia Bình                             |          | Gia Bình | Di tích lịch sử | Tỉnh     | Quyết định số 49/UBND (20/01/1988)      |
| 31  | Chùa Hồng Ân Thôn Bình Than, Cao Đức, Gia Bình                             |          | Gia Bình | Di tích lịch sử | Tỉnh     | Quyết định số 49/UBND (20/01/1988)      |
| 32  | Đền Tam Phủ - Bãi Nguyệt Bàn Bãi Nguyệt Bàn, Cao Đức, Gia Bình             |          | Gia Bình | Di tích lịch sử | Tỉnh     | Quyết định số 1111/QĐ-UBND (16/08/2007) |
| 34  | Đình Đoan Bái Thôn Đoan Bái, Đại Bái, Gia Bình                             |          | Gia Bình | Di tích lịch sử | Tỉnh     | Quyết định số 483/QĐ-UBND (14/04/2010)  |
| 35  | Đình Ngọc Xuyên Thôn Ngọc Xuyên, Đại Bái, Gia Bình                         |          | Gia Bình | Di tích lịch sử | Tỉnh     | Quyết định số 282/QĐ-CT (18/03/2002)    |
| 37  | Đình Cao Thọ Thôn Cao Thọ, Vạn Ninh, Gia Bình                              |          | Gia Bình | Di tích lịch sử | Tỉnh     | Quyết định số 161/QĐ-CT (08/02/2002)    |
| 38  | Đình Bà Dương Thôn ..., Vạn Ninh, Gia Bình                                 |          | Gia Bình | Di tích lịch sử | Tỉnh     | Quyết định số 144/QĐ-UBND (24/01/2006)  |
| 39  | Đền Dinh Thôn ..., Vạn Ninh, Gia Bình                                      |          | Gia Bình | Di tích lịch sử | Tỉnh     | Quyết định số 145/QĐ-UBND (24/01/2006)  |
| 41  | Nghè Tri Nhị Thôn Trị Nhị, Song Giang, Gia Bình                            |          | Gia Bình | Di tích lịch sử | Tỉnh     | Quyết định số 232/QĐ-CT (20/02/2004)    |
| 43  | Đình Đạo Viện Thôn Vạn Ty, Thái Bảo, Gia Bình                              |          | Gia Bình | Di tích lịch sử | Tỉnh     | Quyết định số 146/QĐ-UBND (24/01/2006)  |
| 45  | Đình làng Đìa Thôn Đìa, Bình Dương, Gia Bình                               |          | Gia Bình | Di tích lịch sử | Tỉnh     | Quyết định số 1489/QĐ-UBND (05/10/2009) |
| 46  | Cụm di tích đình, đền chùa làng Gia Phú Thôn Gia Phú, Bình Dương, Gia Bình |          | Gia Bình | Di tích lịch sử | Tỉnh     | Quyết định số 482/QĐ-UBND (14/04/2010)  |
| 47  | Đình Phương Độ Thôn Phương Độ, Bình Dương, Gia Bình                        |          | Gia Bình | Di tích lịch sử | Tỉnh     | Quyết định số 1139/QĐ-UBND (27/08/2010) |

## Di tích, di sản văn hóa
- Miếu Cửu Tướng ở phường Gia Đông, thị xã Thuận Thành thờ 9 vị tướng quân người Thuận Thành tham gia đánh dẹp 12 sứ quân. Sau Lê Hoàn cho rằng các ông là lực lượng gián điệp của Lý Khuê khiến cả chín vị tướng đều phải tự sát. Về sau vua Đinh biết họ bị oan, mới phong cả chín người làm đại vương và cho dân xã quê hương thờ cúng.
- Quan họ Bắc Ninh - Di sản văn hóa phi vật thể đại diện của nhân loại

Ở Bắc Ninh, việc thờ Nguyễn Minh Không có tới hàng chục di tích thuộc địa bàn các huyện, thị xã, thành phố: thành phố Bắc Ninh, Tiên Du, Quế Võ, Lương Tài, Gia Bình xưa vốn là quê ngoại của người, tiểu biểu như chùa Phả Lại ở Đức Long, Quế Võ và đình làng Đào Viên và Điện Tiền thuộc xã Nguyệt Đức, thị xã Thuận Thành thờ thánh Nguyễn với tư các sư tổ nghề đúc đồng.